# Pim Storm van’s Gravesande
Pim Storm van’s Gravesande fue un deportista neerlandés que compitió en remo. Ganó una medalla de oro en el Campeonato Europeo de Remo de 1932, en la prueba de dos con timonel.

## Palmarés internacional
| Campeonato Europeo | Campeonato Europeo    | Campeonato Europeo | Campeonato Europeo |
| Año                | Lugar                 | Medalla            | Prueba             |
| ------------------ | --------------------- | ------------------ | ------------------ |
| 1932               | Belgrado (Yugoslavia) | Medalla de oro     | Dos con timonel    |